# Marc Lol·li
|  | Per a altres significats, vegeu «Marc Lol·li Palicà». |

Marc Lol·li (en llatí: Marcus Lollius M. f.) va ser un magistrat romà que pertanyia a la gens Lòl·lia.
El primer càrrec conegut és el de governador de la província de Galàcia amb el títol de propretor, cosa que voldria dir que havia estat pretor. No se sap exactament en quina data va tenir aquest càrrec.
Segons Apià, es va alinear amb el bàndol dels republicans, i per aquest motiu va ser proscrit pels triumvirs (43 aC). Va combatre a la batalla de Filips i, per evitar represàlies i alhora poder tornar a casa, es va fer passar per esclau i va ser comprat per Quint Emili Lèpid. A Roma, però, va ser reconegut i la seva identitat es revelà; per evitar que fos represaliat, Lèpid va demanar a Agripa que intercedís a favor de Lol·li, i Octavià li concedí el perdó. Posteriorment, Lol·li va lluitar en la batalla d'Àccium de part d'Octavià, i Lèpid de part d'Antoni; aquesta vegada fou Lol·li el que, una vegada derrotat Antoni i els seus, demanà a Octavià que perdonàs el seu amic Lèpid, petició que també fou concedida. Posteriorment, l'any 21 aC tots dos compartiren consolat. En el seu relat, Apià esmenta els protagonistes com a Bàrbula (Emili Lèpid) i Marc (Lol·li); és l'anècdota sobre el consolat el que ha permès d'identificar els personatges.
El 16 aC va ser llegat a la Gàl·lia, i va derrotar a contingents dels sigambris, usipets i tèncters, que havien creuat el Rin, però els germànics es van reorganitzar i van derrotar el llegat en una batalla en la qual els romans van perdre l'àguila de la cinquena legió de l'Alosa. Suetoni va dir d'aquesta derrota que era «majoris infamiae quam detrimenti» ('més humiliant que decisiva'), però es va considerar prou important per fer venir August de Roma a la Gàl·lia, i va figurar a la història com la segona major derrota romana en temps d'August, després de la de Varus. A l'arribada d'August, els germànics van passar el Rin cap a les seves terres.
Tot i aquesta derrota, no va perdre el favor imperial, i August el va nomenar tutor del seu net Gai Cèsar, a qui va acompanyar a Orient el 2 aC. Plini diu que va adquirir immensa riquesa rebent regals dels reis d'Orient, i Vel·lei Patèrcul el descriu com un home més disposat a guanyar diners que a actuar amb honor, i que fingia dedicar-se a la virtut, encara que era culpable de tota mena de vicis. Gai Cèsar el va acusar d'haver venut les estratègies i intencions dels romans als parts. Plini afirma que Lol·li es va suïcidar amb verí, i Vel·lei Patèrcul, encara que no ho concreta, diu que segurament es va matar ell mateix, i afegeix que la seva mort va ocasionar alegria general.
Va deixar dos fills, un dels quals, el gran, va servir a Cantàbria i un dels dos, de nom Marc Lol·li, va ser probablement el pare de Lòl·lia Paulina. Hi ha autors que suposen, pel nom d'aquesta neta, que el cognom del cònsol (que no l'esmenta cap autor) era Paulí (Paulinus). Un cònsol sufecte, de nom Marc Lol·li Paulí apareix esmentat l'any 93, però no és clar que en fos descendent.